# Natalie...Live!
| Recensione              | Giudizio |
| ----------------------- | -------- |
| AllMusic                | [ 2 ]    |
| Dizionario del Pop-Rock | [ 3 ]    |

Natalie...Live! è un doppio album discografico dal vivo della cantante statunitense di Soul e Rhythm and Blues Natalie Cole, pubblicato dalla casa discografica Capitol Records nel giugno del 1978.

## Tracce

### LP
Lato A (SKBL 1-11709)
1. Sophisticated Lady (She's a Different Lady) – 3:35 (Charles Jackson, Marvin Yancy, Natalie Cole)
2. Que Sera, Sera – 7:36 (Jay Livingston, Ray Evans)
3. Lovers – 3:10 (Charles Jackson, Marvin Yancy, Natalie Cole)
4. I'm Catching Hell (Living Here Alone) – 7:28 (Charles Jackson, Marvin Yancy)

Lato B (SKBL 2-11709)
1. Mr. Melody – 3:33 (Charles Jackson, Marvin Yancy)
2. This Will Be (An Everlasting Love) – 3:16 (Charles Jackson, Marvin Yancy)
3. Party Lights – 4:58 (Tennyson Stephens)
4. I've Got Love on My Mind – 7:52 (Charles Jackson, Marvin Yancy)

Lato C (SKBL 3-11709)
1. Lucy in the Sky with Diamonds – 8:06 (John Lennon, Paul McCartney)
2. Inseparable – 2:51 (Charles Jackson, Marvin Yancy)
3. Cry Baby – 5:09 (Bert Russell, Norman Meade)
4. Can We Get Together Again – 4:00 (Charles Jackson, Marvin Yancy)

Lato D (SKBL 4-11709)
1. I Can't Say No – 6:28 (Charles Jackson, Marvin Yancy)
2. Something's Got a Hold on Me – 4:32 (Etta James, Leroy Kirkland, Pearl Woods)
3. Be Thankful – 7:32 (Charles Jackson, Marvin Yancy)
4. Our Love – 7:08 (Charles Jackson, Marvin Yancy)

## Musicisti
- Natalie Cole - voce solista
- Linda Williams - tastiere (Universal Amphitheatre, Universal City, California)
- Michael Wycoff - tastiere (Universal Amphitheatre, Universal City, California)
- Ted Sparks - batteria (Universal Amphitheatre, Universal City, California)
- Wayne Habersham - percussioni (Universal Amphitheatre, Universal City, California)
- Bobby Eaton - basso (Universal Amphitheatre, Universal City, California)
- Andy Kastner - chitarra (Universal Amphitheatre, Universal City, California)
- Linda Williams - conduttore orchestra
- Jules Chaikin - orchestra contractor, (Universal Amphitheatre, Universal City, California)
- Louis Palomo - percussioni (Latin Casino, New Jersey)
- Charles Bynum - chitarra (Latin Casino, New Jersey)
- Louis Krause - orchestra contractor, (Latin Casino, Cherry Hill, New Jersey)
- Sissy Peoples - accompagnamento vocale-cori
- Anita Anderson - accompagnamento vocale-cori
- Michael Wycoff - accompagnamento vocale-cori
- Wayne Habersham - accompagnamento vocale-cori

Note aggiuntive
- Charles Jackson, Marvin Yancy e Gene Barge - produttori (per la Jay's Enterprises, Inc)
- Larkin Arnold - produttore esecutivo
- Gene Barge e Richard Evans - arrangiamenti originali
- Don Hannah - arrangiamenti riadattati per l'esibizione dal vivo
- Registrato dal vivo nell'agosto 1977 al Universal Amphitheatre, Universal City, California
- Ray Thompson - ingegnere delle registrazioni (per la Wally Heider Filmways)
- Registrato dal vivo nel marzo 1978 al Latin Casino, Cherry Hill, New Jersey
- Barney Perkins - ingegnere delle registrazioni
- Re-mixaggio effettuato al ABC Studios di Los Angeles, California
- Zollie Johnson e Barney Perkins - ingegneri del mixaggio
- Editato da: Zollie Johnson, Barney Perkins, Gene Barge, Charles Johnson e Marvin Yancy
- Mastering di: Wally Traugott (effettuato al Capitol Records Recording Studio)
- Janice Williams - spiritual advisor
- Kevin Hunter - personal Manager
- Kathy Morphesis - design album originale[5]

## Classifica
Album
| Anno | Classifica             | Posizione raggiunta |
| ---- | ---------------------- | ------------------- |
| 1978 | Billboard 200          | 31                  |
| 1978 | Top R&B/Hip-Hop Albums | 9                   |

Singoli
| Anno | Titolo del brano              | Classifica            | Posizione raggiunta |
| ---- | ----------------------------- | --------------------- | ------------------- |
| 1978 | Lucy in the Sky with Diamonds | Hot R&B/Hip-Hop Songs | 53                  |